# Elezioni legislative in Portogallo del 1919
Le elezioni si tennero l'11 maggio 1919, dopo l'interregno di Sidónio Pais, per il rinnovo della Camera dei Deputati e del Senato. Questa tornata elettorale vide il Partito Democratico, guidato da Afonso Costa, riottenere la maggioranza e di conseguenza la guida del Paese dopo il boicottaggio che i suoi membri avevano condotto nella precedente elezione, non presentando nessun candidato.
Il Partito Democratico espresse Alfredo de Sá Cardoso come candidato alla presidenza dei ministri; ottenne ufficialmente l'incarico dal presidente António José de Almeida il 29 giugno successivo.

## Risultati[2][3]

### Camera dei Deputati
|                        |                              |         |   |       |            |
| Partito                | Partito                      | Voti    | % | Seggi | Differenza |
|                        | Partito Democratico          |         |   | 86    | Stabile    |
|                        | Partito Evoluzionista        |         |   | 38    | Stabile    |
|                        | Partito Unionista            |         |   | 17    | Stabile    |
|                        | Partido Socialista Português |         |   | 8     | Stabile    |
|                        | Centro Católico Português    |         |   | 1     | 3          |
|                        | Non iscritti                 |         |   | 13    | 8          |
| Totale                 | Totale                       |         |   | 163   | 8          |
|                        |                              |         |   |       |            |
| Con diritto di voto    | Con diritto di voto          | 500 000 | – | –     | –          |
| Fonte: Nohlen & Stöver |                              |         |   |       |            |

### Senato della Repubblica
|                        |                              |         |   |       |            |
| Partito                | Partito                      | Voti    | % | Seggi | Differenza |
|                        | Partito Democratico          |         |   | 36    | Stabile    |
|                        | Partito Evoluzionista        |         |   | 27    | Stabile    |
|                        | Partito Unionista            |         |   | 27    | Stabile    |
|                        | Centro Católico Português    |         |   | 1     | Stabile    |
|                        | Partido Socialista Português |         |   | 0     | Stabile    |
|                        | Non iscritti                 |         |   | 7     | 17         |
| Totale                 | Totale                       |         |   | 71    | 2          |
|                        |                              |         |   |       |            |
| Con diritto di voto    | Con diritto di voto          | 500 000 | – | –     | –          |
| Fonte: Nohlen & Stöver |                              |         |   |       |            |